# Dunnell (Minnesota)
Pour les articles homonymes, voir Dunnell.
Dunnell est une municipalité américaine située dans le comté de Martin au Minnesota.

## Géographie
La municipalité s'étend en 2010 sur une superficie de 0,37 mille carré (0,96 km2).

## Histoire
La localité est fondée par les habitants de De Sota, qui abandonnent le bourg fondé en 1899 à quelques kilomètres plus au nord et peu accessible. Dans un contexte de guerre hispano-américaine, le nom donné en l'honneur d'Hernando de Soto n'est pas conservé.
Le nouveau bourg en nommé en l'honneur de l'homme politique Mark H. Dunnell. Il devient une municipalité le 23 octobre 1901.

## Démographie
Lors du recensement de 2010, la population de Dunnell est de 167 habitants.